# 티엔푸카인토
티엔푸카인토(베트남어: Thiên Phù Khánh Thọ / 天符慶壽 천부경수 / 1127년)는 베트남 리 왕조(李朝) 인종(仁宗) 리깐득(李乾德)의 여덟번째 연호이다. 리 왕조의 연호 중에서 역사서에서 개원 기록이 없는 연호이다.

## 개원
- 티엔푸주에부(天符睿武) 8년(1127년)에 연호를 티엔푸카인토(天符慶壽)로 개원함.[1][2][3]

- 티엔푸카인토(天符慶壽) 2년 1월 1일[4](1128년 2월 3일)에 연호를 티엔투언(天順)으로 개원함.[1][5][6]

## 연대 대조표
| 티엔푸카인토 | 원년       |
| 서기(西曆)   | 1127년     |
| 간지(干支)   | 정미(丁未) |

## 동시대 연호

### 중국
북송(北宋)
- 정강(靖康) (1126년 ~ 1127년)

남송(南宋)
- 건염(建炎) (1127년 ~ 1130년)

금(金)
- 천회(天會) (1123년 ~ 1137년)

서하(西夏)
- 원덕(元德) (1119년 ~ 1127년)
- 정덕(正德) (1127년 ~ 1134년)

대리국(大理國)
- 가영(嘉永) (1122년 ~ 1128년)

서요(西遼)
- 연경(延慶) (1124년 ~ 1133년)

### 일본
- 다이지(大治) (1126년 ~ 1131년)